# Pierre Alexandre Jean Mollière
Pierre Alexandre Jean Mollière (Orléans, 26 mai 1800 - Paris, 6 juillet 1850) est un général français du XIXe siècle.

## Biographie
Simple soldat volontaire à vingt-quatre ans, dans l'infanterie régulière grecque, puis officier dans la compagnie sacrée des Philhellènes (1827), il était devenu officier d'ordonnance du général Fabvier (1830) et aide-de-camp du général Trézel (1832). Au cours du siège d'Athènes par Reschid-Pacha, il parvint à pénétrer de vive force dans l'Acropole avec les Philhellènes.
Un jour, à Athènes, deux grenadiers vont relever dans la plaine, auprès des lignes turques, le commandant Robert, qui a eu les deux jambes emportées. Cet acte de dévouement obtient un plein succès, et les deux soldats rapportent leur chef vivant dans la citadelle. De ces deux hommes, l'un était Mollière, qui fut fait officier peu de jours après. Un autre jour, le général Fabvier apprend que les Grecs manquent de munitions dans les positions avancées. Il forme un bataillon de 750 hommes, fait donner à chaque soldat 25 livres de poudre et les dirige sur la tranchée au milieu du feu de l'ennemi, fort de 8 000 hommes. Mollière est encore à là tête de cette périlleuse entreprise.
En 1827, Mollière participa aux combats en Grèce centrale, puis prit part à l'expédition à Scio, où il débarqua le premier au pied des redoutes turques, ayant de l'eau jusqu'à la ceinture. L'année suivante, il faisait partie de l'expédition de Chesmé en Asie.
En 1830, Mollière n'hésita point à quitter sa brillante position d'officier supérieur dans l'armée grecque, pour accepter le modeste grade de lieutenant dans l'armée française.

### Algérie
En 1832 il mettait le pied sur la terre d'Afrique avec le 1er bataillon d'infanterie légère nouvellement créé.
Le général Trézel le prit pour son officier d'ordonnance pendant l'expédition de Bougie. Quoique blessé dès les premiers instants du débarquement (29 septembre 1833), Mollière voulut rester à la tête de la première colonne d'attaque qu'il dirigea sur le fort d'Abd el-Kader, jusqu'au moment où les forces lui manquèrent totalement. Dans la campagne de Maskara, en décembre 1835, lorsqu'à la sortie du camp de Sig l'armée fut attaquée dans le ravin de l'Habra, Mollière, à la tête d'une compagnie de Zouaves, aborda l'ennemi corps à corps et dégagea plusieurs blessés de la 1re brigade, notamment le général Oudinot.
On le trouve encore cité à la suite des expéditions de Médéah, de Mascara et de Constantine en 1836. En octobre 1838 resté seul officier français au camp d'El-Arouch avec les milices turques, il repoussa fermement les attaques des Kabyles, et à la tête de ces mêmes troupes, organisées en bataillons de tirailleurs indigènes, il soutint, dans la province de Constantine, plusieurs brillants combats en avant de la redoute du 62e de ligne, dans les journées des 9, 11 et 15 mai 1840.
De retour en Afrique en 1845, comme colonel du  13e Léger, après une absence de trois ans, Mollière prit part dans la campagne d'automne, à l'expédition dirigée dans l'Ouest par le général Bugeaud contre les Ouled-Krelif et les Beni-Meïda, avec les colonnes du général Jusuf.
Il était rentré en France avec son régiment, peu de temps après les événements de février 1848, et se trouvait employé à l'armée des Alpes lors de sa nomination au grade de général de brigade le 17 août 1848.
Commandeur de la Légion d'honneur et commandant de la 4e brigade d'infanterie de l'armée de Paris, le général Mollière est mort dans cette ville le 6 juillet 1850.
Le général Mollière n'était pas seulement un officier du premier mérite, il était aussi un écrivain militaire distingué. Il avait publié un mémoire fort remarquable sur l'organisation des corps auxiliaires en Algérie, question dont il avait étudié toutes les faces durant son commandement des Turcs de Constantine, et il mettait la dernière main au Dictionnaire de l'armée de terre, auquel le savant général Bardin, son oncle, avait travaillé pendant trente ans.